# Kairane
Kairane is een bestuurslaag in het regentschap Kupang van de provincie Oost-Nusa Tenggara, Indonesië. Kairane telt 549 inwoners (volkstelling 2010).